# 斯坎尼埃洛峰
77°31′S 168°49′E / 77.517°S 168.817°E
斯坎尼埃洛峰（英語：Scanniello Peak）是南極洲的山峰，位於羅斯島，處於特卡波嶺西南端，屬於凱爾山的一部分，海拔高度2,200米，由美國南極名稱諮詢委員會命名，現時由南極條約體系管理。